# Андрей Чужой
Андрей Чужой (настоящая фамилия Сторожук; 17 июля 1897, Умань — 25 июля 1989, Москва) — украинский поэт—модернист, представитель расстрелянного возрождения .

## Биографические сведения
Андрей Сторожук родился (04) 17 июля 1897 года в городе Умани в семье запасного рядового Антона Никитича Сторожука и Марфы Васильевны, урождённой Юколовой. Запись о венчании его родителей сохранилась в метрической книге 74-го пехотного полка города Умани за 1896 год.

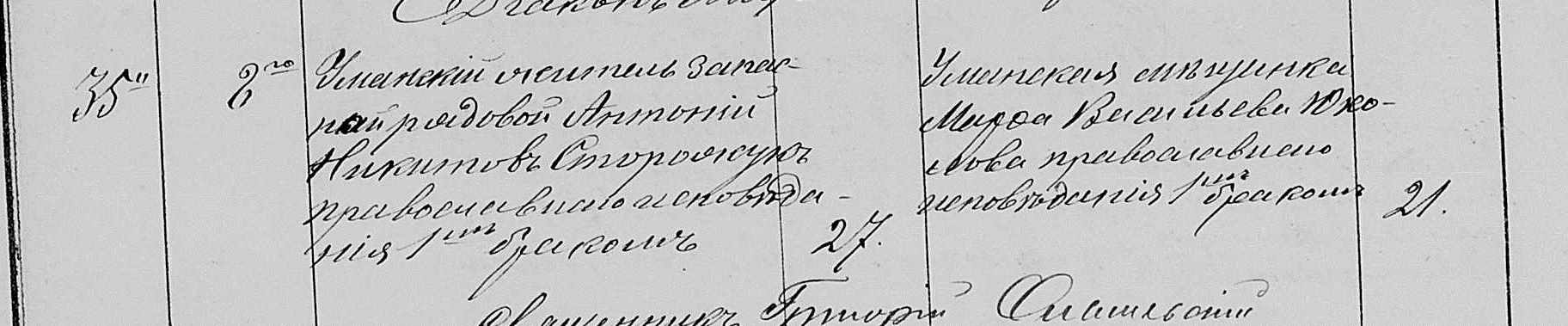
Венчание А. Н. Сторожук и М. В. Юколовой

Из автобиографии писателя известно, что он окончил «городское училище» и начал работать библиотекарем . В тот же период он начал писать стихи и стал одним из организаторов литературной группы «Беспределы», которая была названа в честь Уолта Уитмена . В 1922 году от чахотки умерла жена Сторожука — Лидия.
В Софиевке Сторожук познакомился с Михаилом Семенко, который произвел на него очень большое впечатление. Из Умани он переехал в Киев и присоединился к футуристическому литературному движению . Андрей Чужой начал писать и прозу, например роман «Медведь охотится за солнцем», в котором текст был сверстан так, что он образовывал рисунки. Этот подход назывался «прозомалярством». Аналогов такого творчества в украинской литературе практически не было. Однако писателю не удалось издать в тот период ни одной своей книги.
В 1926 году Андрей Чужой по семейным обстоятельствам был вынужден переехать в Москву . В декабре 1934 года он был арестован. Он получил пять лет лагеря. В целом же период заключения и ссылки растянулся до 1953 года. После смерти Сталина поэт вернулся в Москву, он продолжил писать авангардно-модернистские произведения, совсем далекие от господствующего в то время соцреализма . При этом он часто упоминал запрещенных художников: Семенко, Бойчука, Курбаса и т. д. Из-за этого ему не удавалось переиздать свои произведения. Лишь в 1970 году в журнале «Октябрь» вышла подборка проз-миниатюр, а в 1980 сборник «Поэзии».

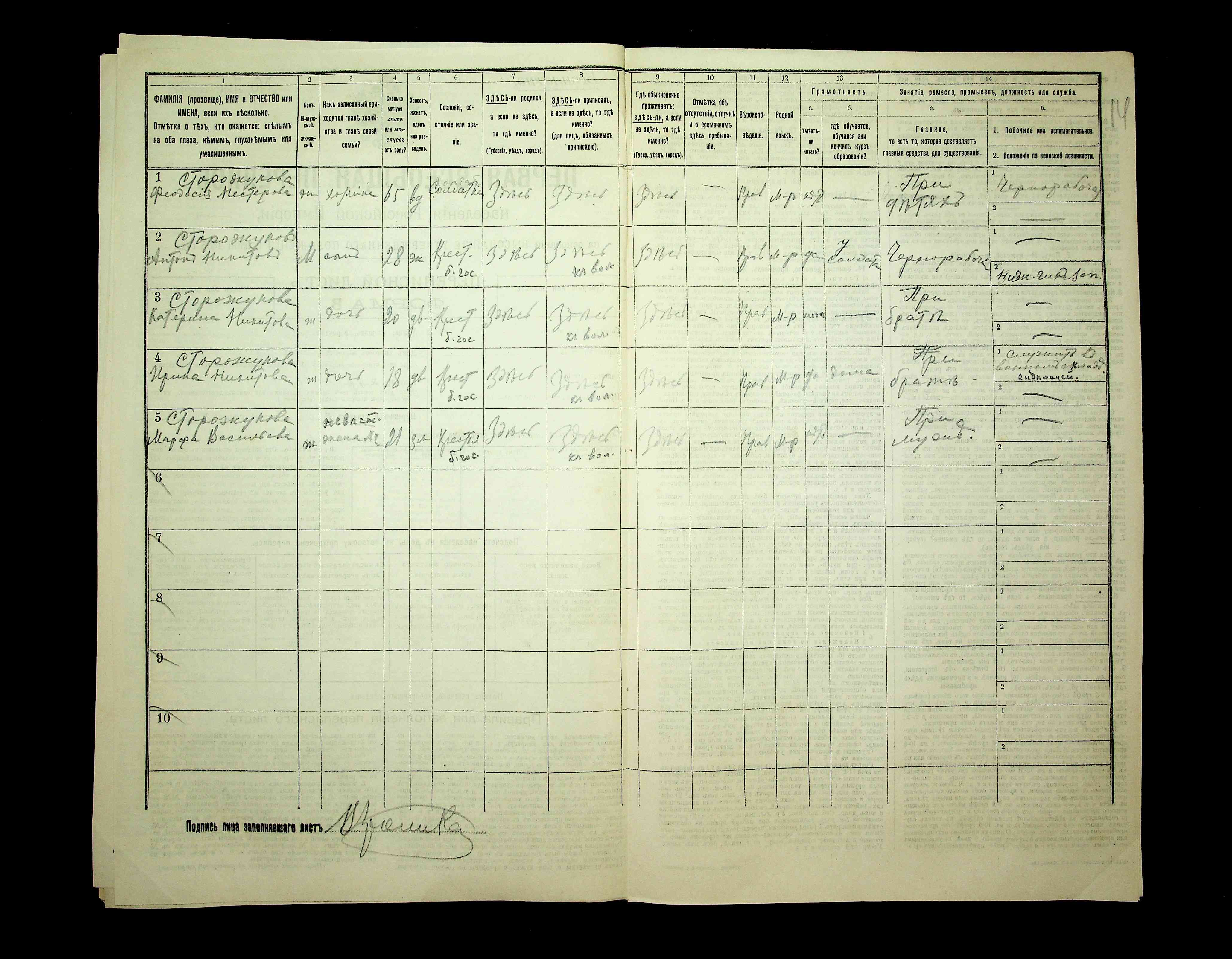
Упоминание семьи Антона Сторожук в переписи населения города Умани 1897 года